# Yorgia
Yorgia ist eine Gattung ausgestorbener Lebewesen. Ihr derzeit einzig bekannter Vertreter, Yorgia waggoneri, lebte im Ediacarium vor über 555 Millionen Jahren und ist nur schwer mit heutigen Lebewesen zu vergleichen. Seine Fossilien ähneln denen von Dickinsonia. Die systematische Einordnung von Yorgia wird auf Grund der zahlreichen oft einzigartigen und daher nur schwer zu interpretierenden Merkmale der Fossilien kontrovers diskutiert. Im Allgemeinen wird Yorgia als ein früher Vertreter vielzelliger Tiere (Metazoa) angesehen.

## Merkmale

Schematischer Aufbau von Yorgia

Fossilfunde von Yorgia zeigen eine Ähnlichkeit mit denen von Dickinsonia und ferner auch Spriggina. Yorgia war bis zu 23 cm lang. Im Vergleich zu Dickinsonia war der ovale bis fast kreisrunde Körper relativ dick und besaß eine abgeflachte Ober- und Unterseite. Der Körper war von Segmenten oder Kammern unterteilt. Der Körperbau von Yorgia folgt keiner exakten Bilateralsymmetrie. So zeigt das auf das „Kopfsegment“ folgende erste „Körpersegment“ eine deutliche Asymmetrie. Zusätzliche Vertiefungen auf der Oberfläche von Fossilabdrücken wurden als Hinweise für Organe, möglicherweise Gonaden, interpretiert.

## Lebensweise

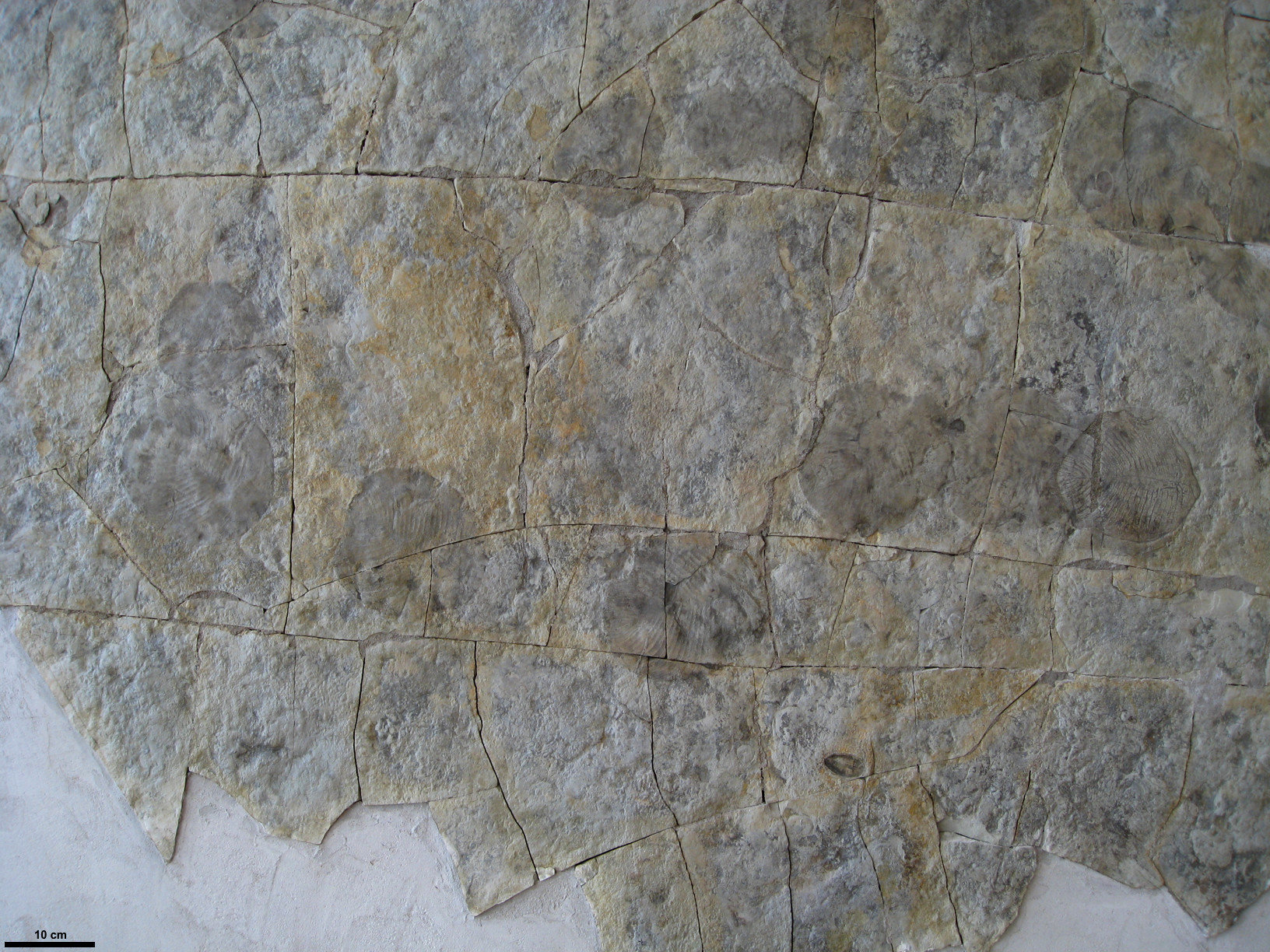
Fossile Spurenabdrücke von Yorgia

Fossile Spuren geben nur wenige Hinweise auf die Lebensweise von Yorgia. Es wird angenommen, dass Yorgia sich eines Mechanismus der Nahrungsaufnahme bediente, der heute nur noch von Vertretern des Stamms der Placozoa genutzt wird. Vermutlich weidete Yorgia auf dem Meeresgrund über Rasen aus Mikroorganismen, verdaute diese extern und nahm sie mit Hilfe der gesamten ventralen Oberfläche auf. Alternativ dazu wird eine autotrophe Lebensweise diskutiert, wonach Yorgia die Symbiose mit einzelligen Algen oder chemoautotropher Bakterien zur Energieversorgung nutzte.
Spurenfossilien deuten auf eine aktive oder zumindest passive Fortbewegung.

## Systematik
Die systematische Einordnung von Yorgia ist auf Grund der schwer zu interpretierenden Merkmale und der weitgehend fehlenden Ähnlichkeit mit heute lebenden Organismen problematisch und wird daher in der Literatur kontrovers diskutiert. In der Regel wird die Gattung dem Reich der Vielzelligen Tiere (Metazoa) zugeordnet. Der Erstbeschreiber Andrei Ivantsov ordnete Yorgia der Gruppe der Proarticulata, einem hypothetischen Stamm ausgestorbener Vorgänger heutiger Zweiseitentiere (Bilateria), zu. Auf Grund der Segmentierung wird eine Zuordnung zur Stammgruppe der Gliederfüßer diskutiert.
Die markanten Abweichungen der Körperstruktur von einer Bilateralsymmetrie eröffnen jedoch weitere Möglichkeiten für Interpretationen. Adolf Seilacher ordnete Yorgia den ausgestorbenen Vendobionten zu, die er als große gekammerte einzellige Lebewesen interpretierte. Auch eine Verwandtschaft mit dem Tierstamm Placozoa wurde erörtert.

## Entdeckungsgeschichte

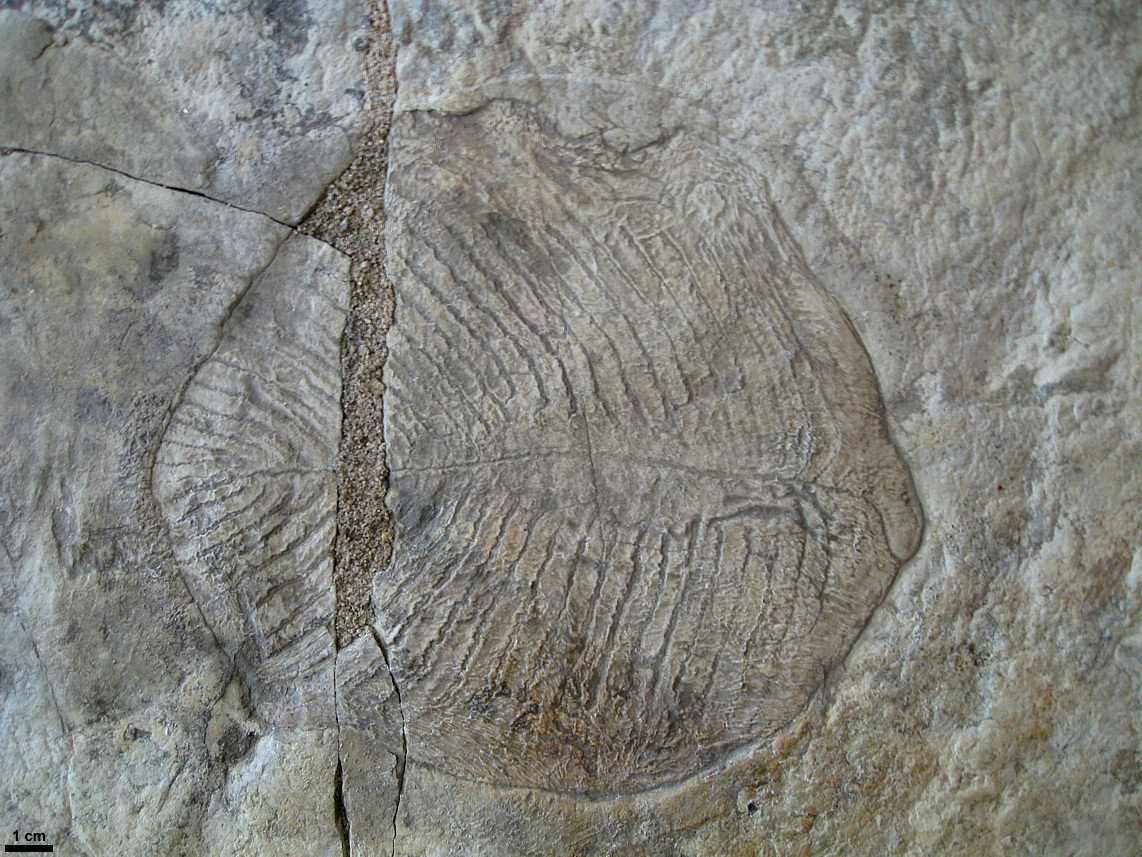
Fossil von Yorgia

Yorgia wurde Ende der 1990er Jahre von Andrei Ivantsov im Rahmen einer jährlichen Expedition an die Küste des Weißen Meeres im russischen Verwaltungsbezirk Archangelsk entdeckt und im Jahr 1999 erstmals wissenschaftlich beschrieben. Der Name der Gattung leitet sich von Fundort in der Nähe des Flusses Jorga ab. Die Typusart Yorgia waggoneri wurde zu Ehren des Paläontologen Ben Waggoner benannt.